# Стоячий такелаж

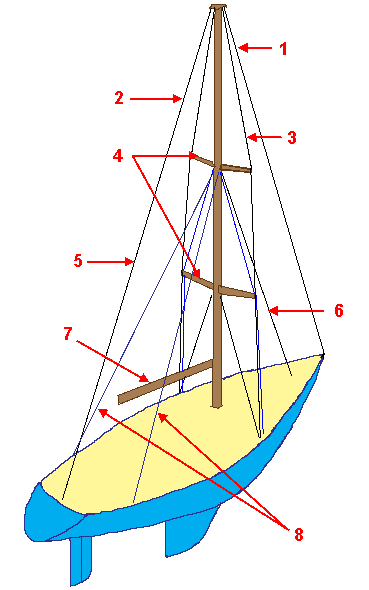
Стоячий такелаж (з елементами рангоуту) бермудського шлюпа: 1 — форштаг, 2 — ахтерштаг, 3 — ромбованти, 4 — краспиці, 5 — топштаг, 6 — основний штаг, 7 — гік, 8 — бакштаги.

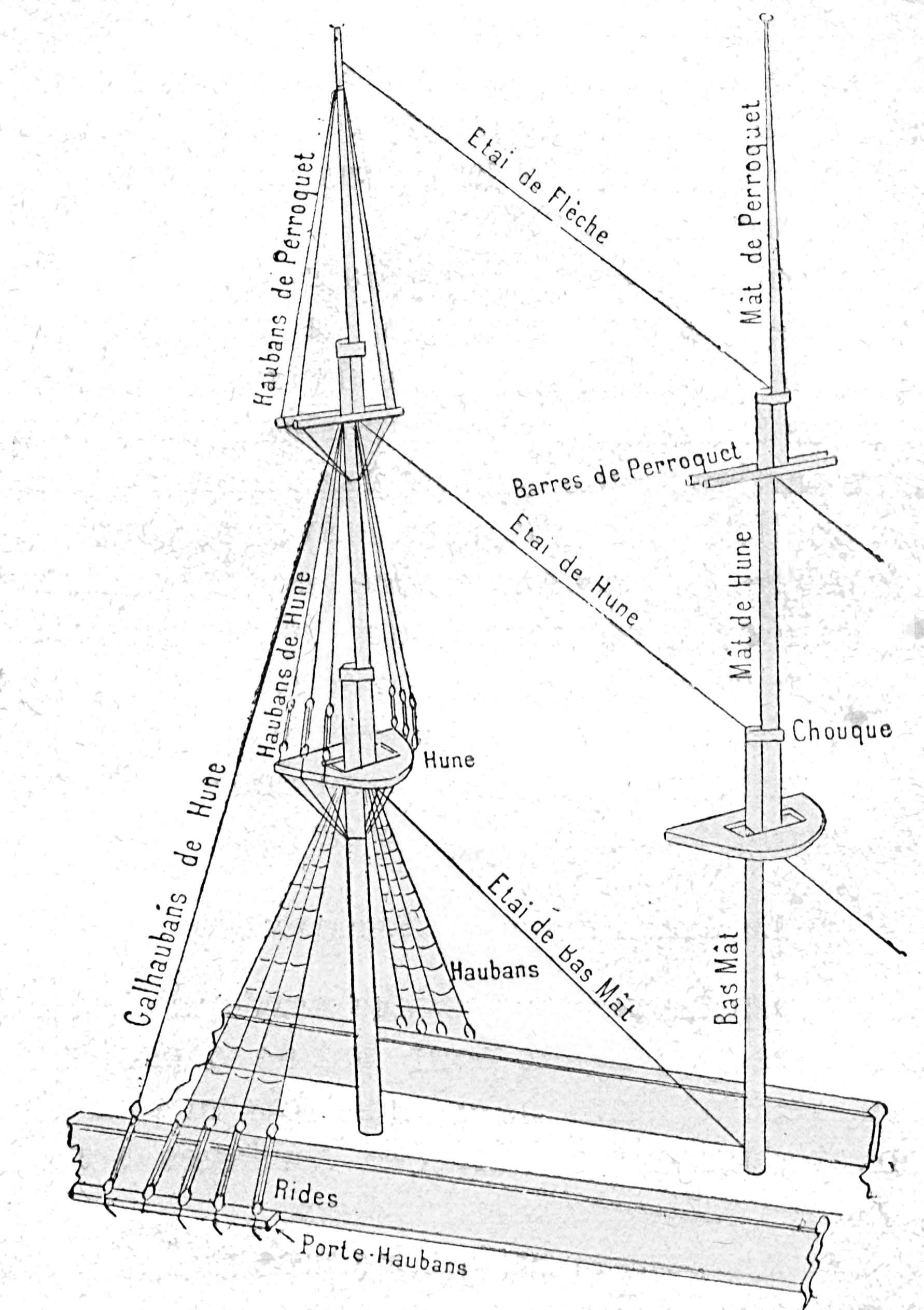
Стоячий такелаж щогл, стеньг і брам-стеньг

Стоячий такелаж, нерухомий такелаж (нід. takelage, від takel — «оснащення») — сукупність суднових снастей, що служить для розкріплювання нерухомих елементів рангоуту і передачі тяги вітрил корпусу судна. Будучи раз заведеним, стоячий такелаж завжди залишається нерухомим. До стоячого такелажу належать: ванти, фордуни, штаги, бакштаги, перти, а також клівер- і бом-клівер-леєри.

## Опис
Ванти утримують щогли і стеньги в поперечних напрямах і частково ззаду, фордуни — ззаду і частково з боків, штаги — спереду. До міцностної надійності і довговічності стоячого такелажу пред'являються високі вимоги. Найбільш масивні снасті стоячого такелажу (ванти нижньої щогли) виготовляють із сталевих тросів діаметром до 50 мм, накладають попарно на обидва борти в обхват топа щогли, проводять вниз до вант-путенсів, де обтягують талрепами. Крім того, одинарні ванти (топ-ванти) на кожен борт заводять у спеціальні обухи на топі щогли. Наприклад, на чотирищогловому барку нижня щогла утримується шістьма парами вант і чотирма одинарними топ-вантами. Комлі вант заводять у вилки талрепів, заламують у бік корми і кріплять бензелями з м'якого дроту. Для оберігання вант від розкручування біля талрепів закладають ворст — спеціальний стопор з пруткової або смугової сталі, який кріпиться біля комлів вант. Талрепи також фіксують сталевими стрижнями.
Фордуни і штаги (як парні, так і поодинокі) виготовляють також з товстих тросів і кріплять аналогічно вантам.
Усі ванти і топ-ванти повністю, а фордуни і штаги в місцях торкання до вітрил клетнюють і тирують такелажним тиром для захисту від вогкості. Інші троси стоячого такелажу іноді покривають у декоративних цілях водостійким білилом.
До стоячого такелажу належать, також, і перти — рослинні або сталеві троси на реях, на які стають матроси під час роботи з вітрилами на реях. Зазвичай один кінець перта кріпиться до нока реї, інший — до середини реї за щоглою. Перти підтримуються підпертками — обнесеними навколо реї короткими стропами.
У вітрильного озброєння DynaRig (що використовується, наприклад, на яхті «Мальтійський сокіл») стоячий такелаж замінений надійними кріпленнями шпорів щогл.

## Розташування снастей стоячого такелажу
| 1. ватер-штаг і ватер-бакштаги  | 22. нижні частини утлегар- і бом-утлегар-бакштагів |
| 2. мартин-штаг                  | 23. утлегар-бакштаги                               |
| 3. мартин-штаг від бом-утлегаря | 24. бом-утлегар-бакштаги                           |
| 4. фока-штаг                    | 25. фок-ванти                                      |
| 5. фок-лось-штаг                | 26. фор-стень-ванти                                |
| 6. фор-лось-стень-штаг          | 27. фор-брам-стень-ванти                           |
| 7. фор-стень-штаг               | 28. фор-стень-фордуни                              |
| 8. клівер-леєр                  | 29. фор-брам-стень-фордуни                         |
| 9. фор-брам-стень-штаг          | 30. фор-бом-брам-стень-фордуни                     |
| 10. бом-клівер-леєр             | 31. грот-ванти                                     |
| 11. фор-бом-брам-стень-штаг     | 32. грот-стень-ванти                               |
| 12. грота-штаг                  | 33. грот-брам-стень-ванти                          |
| 13. грот-лось-штаг              | 34. грот-стень-фордуни                             |
| 14. грот-лось-стень-штаг        | 35. грот-брам-стень-фордуни                        |
| 15. грот-стень-штаг             | 36. грот-бом-брам-стень-фордуни                    |
| 16. грот-брам-стень-штаг        | 37. бізань-ванти                                   |
| 17. грот-бом-брам-стень-штаг    | 38. крюйс-стень-ванти                              |
| 18. бізань-штаг                 | 39. крюйс-брам-стень-ванти                         |
| 19. крюйс-стень-штаг            | 40. крюйс-стень-фордуни                            |
| 20. крюйс-брам-стень-штаг       | 41. крюйс-брам-стень-фордуни                       |
| 21. крюйс-бом-брам-стень-штаг   | 42. крюйс-бом-брам-стень-фордуни                   |